# 广州中医药大学第一附属医院

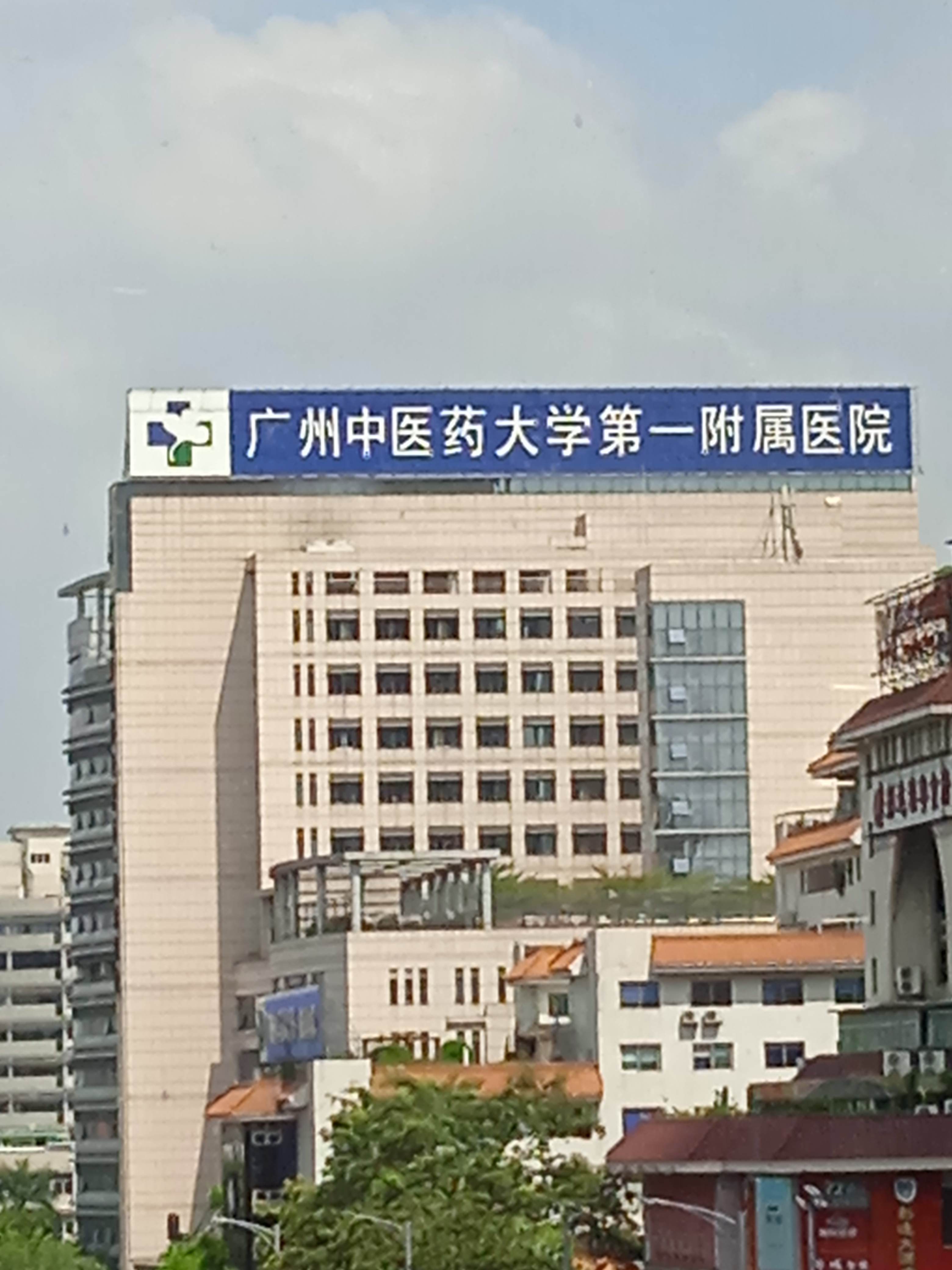
院本部大楼

广州中医药大学第一附属医院（简称“广中医一附院”），是一家公立三级甲等中医医院（成立于1963年11月2日），位于中华人民共和国广东省广州市。

## 医院性质
广州中医药大学第一附属医院是广州中医药大学下属的其中一家直属附属医院，同时为该校的第一临床医学院。2016年，医院组建广东省中医临床研究院。

## 院区

### 直属院区
- 院本部：位于广州市白云区三元里街道机场路16号。
- 河南门诊部：位于广州市海珠区新港西路231号，于1985年成立[4]。
- 先烈东门诊部：位于广州市天河区先烈东路258号，于1994年8月成立[5]。

### 托管医院
- 南山医院（深圳市南山区中医院）：位于深圳市南山区，于2016年立项[6]，2019年开设门诊部[7]，2021年开建[8]。
- 白云医院（广州市白云区中医医院、广州市白云区人和华侨医院）：位于广州市白云区人和镇鹤龙七路2号，于1989年6月8日成立[9]，并于2020年接受白云区政府委托管理，2023年7月启动新院区建设[10]，2024年12月25日被评为“三级甲等医院”[11]。
- 重庆医院（重庆市北碚中医院）：位于重庆市北碚区将军路380号，于2022年成为广中医一附院的受助医院并启动新院区建设，2023年7月揭牌[12]。
- 深汕医院（广州中医药大学深汕医院、深汕中医医院）：位于汕尾市，于2024年1月签约接受委托管理，同年7月正式挂牌[13]。
  - 逸挥基金医院院区（汕尾逸挥基金医院、汕尾市第二人民医院）：位于城区康平路，由香港逸挥基金会主席洪逸挥捐资设立，于1997年3月启用，2011年挂牌汕尾市第二人民医院，2016年成为汕尾首家三甲医院。
  - 金町湾院区：于2023年7月开工建设，预计2024年底试运营。
- 中山医院（中山市第二中医医院、中山市三乡医院）：位于中山市三乡镇康乐路10号[14]。2025年6月30日，医院新院区（位于中山市三乡镇大布村欣荣路68号）正式开业[15]。
- 粤西医院（茂名市电白区中医院、茂名市电白区骨科医院）：位于茂名市电白区包茂大道南66号[16]。